# تنام
تنام  یک منطقهٔ مسکونی در عمان است که در استان ظاهره واقع شده‌است.